# Agylla virilis
Agylla virilis är en fjärilsart som beskrevs av Rothschild 1913. Agylla virilis ingår i släktet Agylla och familjen björnspinnare. Inga underarter finns listade i Catalogue of Life.

## Bildgalleri

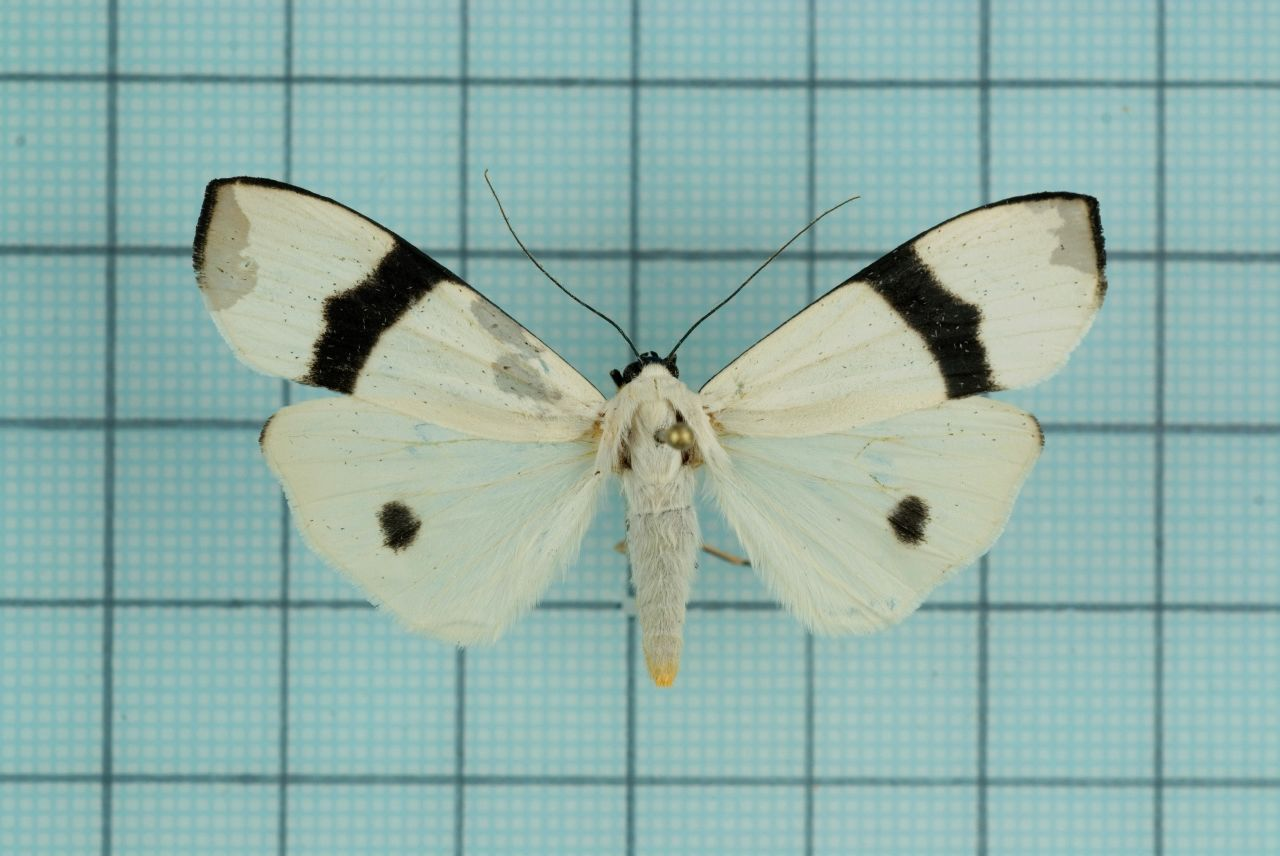